# John Rooney (Bischof)
John Rooney (* 26. Januar 1844 in Edenderry, Vereinigtes Königreich Großbritannien und Irland; † 26. Februar 1927) war ein britischer römisch-katholischer Geistlicher und Bischof.
Rooney wurde am 25. Juni 1867 zum Priester geweiht. Papst Leo XIII. ernannte Rooney am 29. Januar 1887 zum Titularbischof von Sergiopolis und Koadjutor-Apostolischen Vikar vom Kap der guten Hoffnung, Western District. Am 19. September 1887 spendete ihm John Leonard, Apostolischer Vikar vom Kap der guten Hoffnung, Western District, in Kapstadt die Bischofsweihe. Mitkonsekratoren waren James David Ricards, Apostolischer Vikar vom Kap der guten Hoffnung, Eastern District, und Charles-Constant Jolivet OMI, Apostolischer Vikar von Natal. Am 19. Februar 1908 starb John Leonard und Rooney folgte als Apostolischer Vikar nach. Papst Pius XI. nahm im Dezember 1924 seinen Rücktritt an. Als sein Nachfolger wurde am 15. Juli 1925 Bernard Cornelius O’Riley ernannt.